# Charles Albright
Charles Frederick Albright (Amarillo, 10 de agosto de 1933 – Lubbock, setembro de 2020), também conhecido como Assassino dos Globos Oculares, foi um assassino em série americano, que foi condenado pelo assassinato de uma mulher e suspeito de matar outras duas em 1991.

## Biografia
Nascido em Amarillo, Texas, Albright foi adotado em um orfanato por Delle e Fred Albright. Sua mãe adotiva, que era professora, era muito rígida e superprotetora com ele. Ela acelerou sua educação e o ajudou a pular duas séries. Quando ele conseguiu sua primeira arma na adolescência, matou pequenos animais com ela. Sua mãe o ajudava a empalhá-los, devido ao seu interesse em se tornar taxidermista. Aos 13 anos, ele já era um ladrãozinho e foi preso por agressão agravada. Aos 15 anos, ele se formou no ensino médio e se matriculou na North Texas University. Ele expressou interesse em treinar como médico e cirurgião. Ele realizou o treinamento pré-médico, mas não conseguiu concluí-lo. Aos 16 anos, a polícia o pegou com dinheiro roubado, junto com duas pistolas e um rifle. Ele passou um ano na prisão. Depois de ser libertado da prisão, ele se matriculou na faculdade Arkansas State Teacher's College, especializando-se em estudos pré-médicos. Foi um aluno ativo, destacando-se nas disciplinas de que gostava, aprendendo alguns idiomas e sendo membro de diversos clubes. Depois de ser encontrado com itens roubados, Albright foi expulso da faculdade, mas não foi processado. Aparentemente imperturbável, Albright falsificou um diploma, roubou documentos e falsificou assinaturas, obtendo títulos fictícios de bacharel e mestre. Em 1954 ele se casou com sua namorada da faculdade chamada Bettye Nestor na qual eles tiveram uma filha. Em 1965, ele e sua esposa se separaram, divorciando-se em 1974. Durante esse tempo, ele começou a fazer amizade e ganhar a confiança de seus vizinhos. Albright até foi convidado por residentes locais para tomar conta de seus filhos. Em 1981, molestou sexualmente a filha de 14 anos de um desses amigos. Ele foi processado, declarou-se culpado e recebeu liberdade condicional. Mais tarde, ele alegou que era inocente, mas se confessou culpado para evitar "um aborrecimento". Em 1984, Albright se candidatou para ser um líder dos escoteiros do Boy Scouts of America na qual foi rejeitado. Em 1985, Albright conheceu uma mulher chamada Dixie. Ele a convidou para morar com ele. Logo ela estava pagando suas contas e apoiando-o. Ele entregava jornais no início da manhã, aparentemente para visitar prostitutas sem levantar suspeitas de Dixie.

## Assassinatos

### 13 de dezembro de 1990
Mary Lou Pratt de 33 anos, uma prostituta caucasiana foi encontrada morta em Dallas, Texas vestindo apenas uma camiseta e sutiã. Ela havia levado um tiro na nuca com uma arma calibre .44, além de ter sido espancada violentamente. O legista relatou que o assassino havia removido os dois olhos dela com precisão cirúrgica e aparentemente os levou consigo.

### 10 de fevereiro de 1991
Susan Beth Peterson de 27 anos, uma prostituta caucasiana foi encontrada na mesma rua em que Mary Pratt foi encontrada, fora dos limites da cidade de Dallas, perto dos limites da cidade de DeSoto. Ela estava quase nua e foi baleada três vezes: na cabeça, no seio esquerdo e na nuca. O legista descobriu que seus olhos também haviam sido removidos. Nesse ponto, os investigadores perceberam que estavam procurando um "repetidor". 

### 10 de março de 1991
Shirley Williams, uma prostituta afro-americana, foi encontrada morta, deitada perto de uma escola primária. Uma garçonete encontrou o corpo nu de Williams encostado em um meio-fio. Seus olhos foram removidos, assim como as duas vítimas anteriores. Ela tinha hematomas faciais e um nariz quebrado, e levou um tiro no rosto e no topo da cabeça.

## Prisão e julgamento
Em 23 de março de 1991, Albright foi preso e acusado de três acusações de homicídio. Seu julgamento começou em 13 de dezembro de 1991. As evidências eram em sua maioria circunstanciais. Os cabelos encontrados no local do crime de Williams combinavam com os cabelos de Albright. Em 18 de dezembro de 1991, o júri deliberou e considerou-o culpado apenas pelo assassinato de Shirley Williams. Albright foi condenado a prisão pérpetua. Sua defesa tentou apelar, alegando falta de provas, mas foi rejeitada. De acordo com fontes oficiais, Albright tinha fascínio pelo olho humano e se interessava por notícias em que olhos foram cortados ou arrancados. 

## Morte
Albright morreu em Setembro de 2020 na Unidade Psiquiátrica John Montford em Lubbock, Texas aos 87 anos.